# Ryszard Borski
Ryszard Rudolf Borski (ur. 26 maja 1960 w Bielsku-Białej) – duchowny luterański, w latach 1999–2009 Ewangelicki Biskup Wojskowy, generał brygady Wojska Polskiego.

## Życiorys
W latach 1979–1981 studiował elektronikę, a następnie fizykę techniczną w Wojskowej Akademii Technicznej; na drugim roku podjął decyzję o rezygnacji z dalszych studiów w WAT, ale jego prośby o zwolnienie nie uwzględniono i wydalono go z uczelni za odmowę kontynuowania studiów wojskowych, co było jednoznaczne ze skierowaniem do odbycia zasadniczej służby wojskowej. Następnie studiował teologię na Chrześcijańskiej Akademii Teologicznej oraz odbył stypendium na Uniwersytecie Fryderyka Wilhelma w Bonn. Po powrocie 3 lipca 1988 został ordynowany na duchownego przez biskupa Janusza Narzyńskiego. Odmówił wtedy złożenia ślubowania na wierność rządowi PRL i wraz z drugim ordynowanym wtedy duchownym (ks. Janem Byrtem – proboszczem parafii w Salmopolu) ślubował w to miejsce „wierność Narodowi Polskiemu”. Pracował naukowo przez kilka lat na uczelni. Został skierowany jako wikariusz diecezjalny do służby duszpasterskiej na Dolnym Śląsku, gdzie zajmował się głównie zborami niemieckojęzycznymi. W 1995 został mianowany ewangelickim kapelanem okręgowym, a następnie dziekanem Śląskiego Okręgu Wojskowego.
Został wybrany Naczelnym Kapelanem Ewangelickiego Duszpasterstwa Wojskowego 28 lutego 1999. 27 czerwca tegoż roku został konsekrowany na Ewangelickiego Biskupa Wojskowego przez ks. Jana Szarka, biskupa Kościoła Ewangelicko-Augsburskiego w RP, współkonsekratorami byli: ks. Zdzisław Tranda, biskup Kościoła Ewangelicko-Reformowanego w RP, ks. Edward Puślecki biskup Kościoła Ewangelicko-Metodystycznego w RP oraz dwaj ewangeliccy biskupi diecezjalni ks. bp Ryszard Bogusz i ks. bp Mieczysław Cieślar. Zgodnie z porozumieniami zawartymi między władzami Kościoła Ewangelicko-Augsburskiego z Kościołami Ewangelicko-Reformowanym, Ewangelicko-Metodystycznym, Chrześcijan Baptystów i Adwentystów Dnia Siódmego, Ewangelickie Duszpasterstwo Wojskowe obejmuje swą działalnością także wyznawców tych Kościołów, związanych z Wojskiem Polskim.
15 sierpnia 2005 otrzymał z rąk prezydenta RP Aleksandra Kwaśniewskiego nominację na generała brygady.
Podczas obrad Synodu Kościoła Ewangelicko-Augsburskiego w RP w kwietniu 2009, biskup złożył wniosek o natychmiastowe przeniesienie w stan spoczynku uznanego przez kolegium komisji historycznej za winnego współpracy ze Służbą Bezpieczeństwa na szkodę Kościoła biskupa Janusza Jaguckiego. Wskutek uchwalenia przez Synod skrócenia kadencji bp. Jaguckiego do stycznia 2010 wniosek bp. Borskiego nie był rozpatrywany.
W związku z upływającą w czerwcu 2009 kadencją Ewangelickiego Biskupa Wojskowego przeprowadzono wybory, w których bp Ryszard Borski był jedynym kandydatem, jednak nie uzyskał wymaganej liczby głosów konsystorza i rady synodalnej. Sprawa została skierowana do Synodu Kościoła Ewangelicko-Augsburskiego, który postanowił nie rozpatrywać protestu wyborczego biskupa, uznając tym samym decyzję konsystorza i rady synodalnej z 28 maja za ostateczną. Zdaniem dziennikarza „Rzeczpospolitej” Cezarego Gmyza nieprzedłużenie kadencji było konsekwencją domagania się przez biskupa pełnej lustracji w Kościele oraz wyjaśnienia afery finansowej, w którą mogły być zaangażowane najwyższe władze Kościoła. Nie otrzymawszy żadnej propozycji dalszej służby w Kościele, ks. bp gen. bryg. Ryszard Borski od 17 listopada 2009 przebywał czasowo w rezerwie kadrowej MON. 31 stycznia 2012 zakończył po 19 latach, 2 miesiącach i 25 dniach służbę wojskową.
Z żoną Janiną z domu Wałach ma trzy córki: Karinę, Kornelię i Dominikę.

## Odznaczenia i odznaczenia
- Krzyż Kawalerski Orderu Odrodzenia Polski (Polonia Restituta) – 2009[6]
- Złoty Krzyż Zasługi – 2007[7]
- Srebrny Krzyż Zasługi – 2002[8]
- Brązowy Medal „Siły Zbrojne w Służbie Ojczyzny” (2) – 2006, 2009
- Srebrny Medal za Zasługi dla Obronności Kraju – 2007,
- Brązowy Medal „Za zasługi dla obronności kraju” – 1998,
- Wielki Krzyż Zasługi Orderu Zasługi Republiki Federalnej Niemiec – 2002,
- Medal Zasługi „Za Sojusz” Republiki Węgierskiej – 2009
- Złoty pierścień absolwenta WAT – 2000
- „Medal 50-lecia” Wydziału Nowych Technologii i Chemii WAT – 2009